# Мурованое (Львовский район)
Мурованое (укр. Муроване) — село во Львовском районе Львовской области Украины. Административный центр Мурованскаой сельской общины.
Население по переписи 2001 года составляло 4421 человек. Занимает площадь 1,5 км². Почтовый индекс — 81121. Телефонный код — 322.

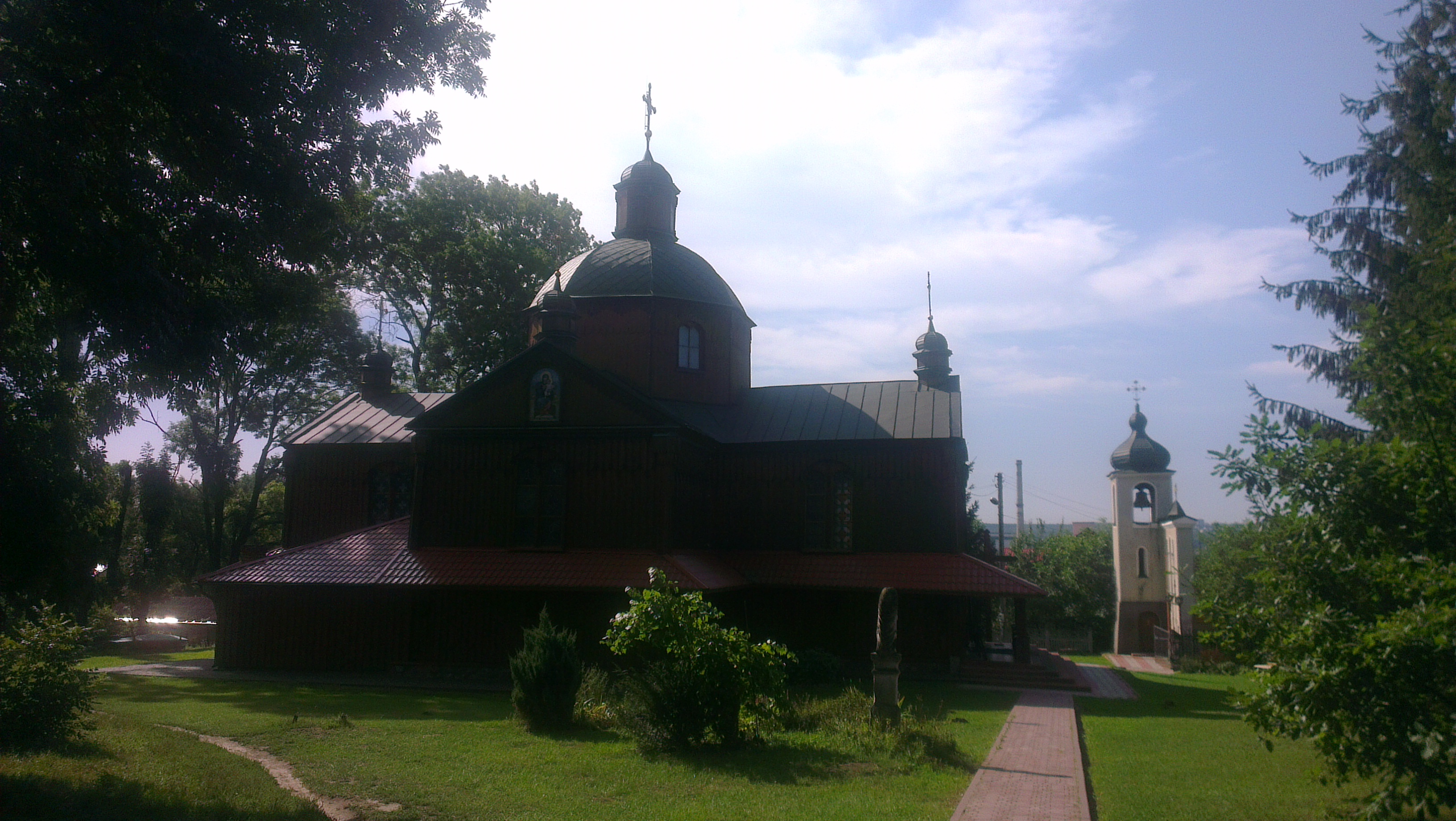
Веденская церковь (1888) в селе Мурованное

## История
В 1946 г. Указом ПВС УССР село Ляшки Мурованные переименовано в Мурованое.